# 舊王宮 (貝爾格萊德)
舊皇宮是位於塞爾維亞首都貝爾格勒的一座宮殿建築，曾是塞爾維亞王國的王室居所。
1903年，五月政变在此地发生。在一戰和二戰期間，舊皇宮均遭到損壞，這也使得建築外觀在重建時發生顯著變化。自1961年以來，舊皇宮是貝爾格勒市議會的辦公場所。